# Jacobus Golius

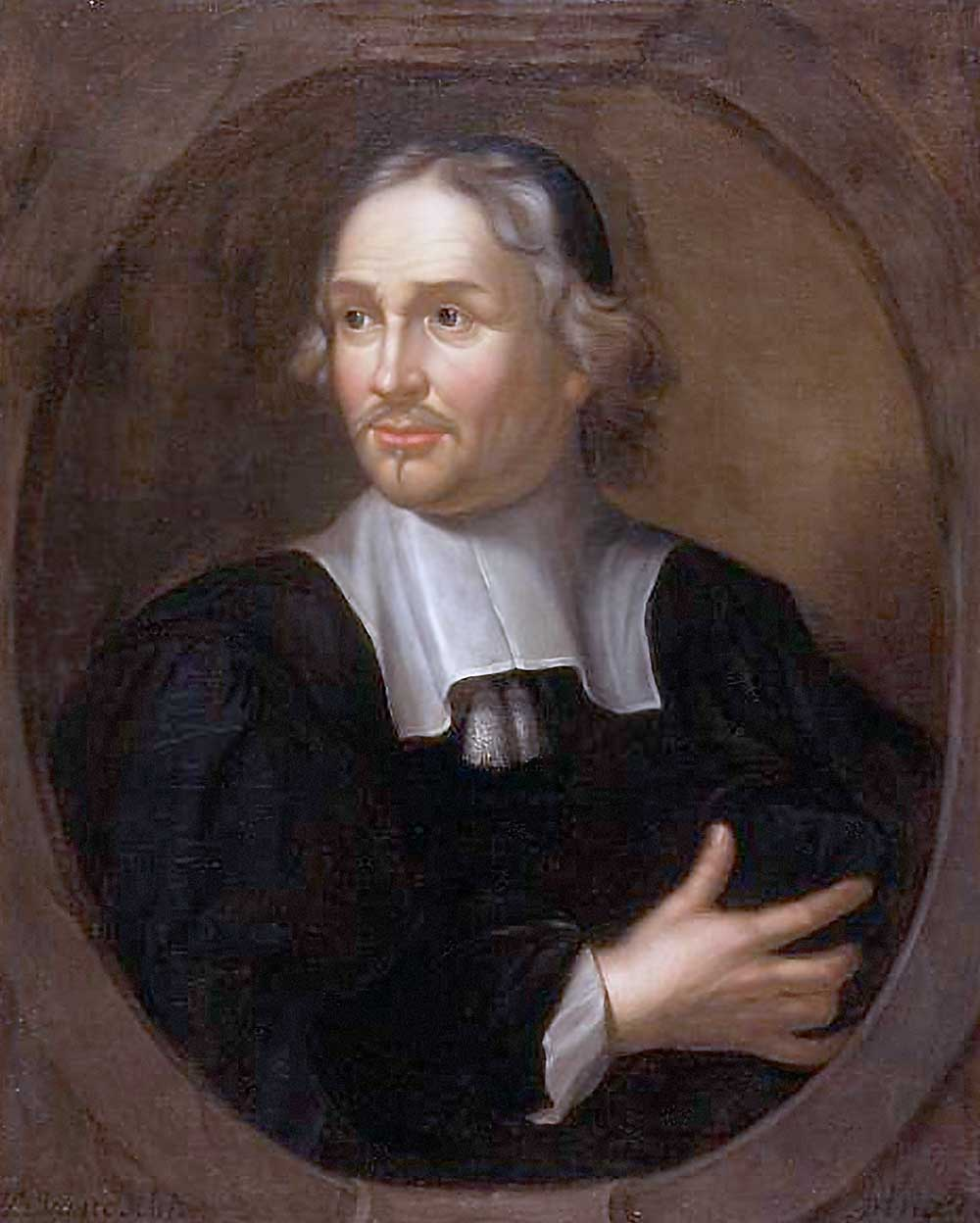
Jacobus Golius

Jacobus Golius (auch: Jacob van Gool, Jacob Gohl; * 1596 in Den Haag; † 28. September 1667 in Leiden) war ein niederländischer Orientalist und Mathematiker.

## Leben
Der Sohn des Aktuars am holländischen Lehnhof Theodor Gohl und dessen Frau Anna Hemelar stammte aus einer angesehenen wohlhabenden Bürgerfamilie. Golius begann 1612 ein Studium der Philosophie, Medizin, Theologie und Mathematik an der Universität Leiden, wobei seine Lehrer Willebrord Snellius und Franz van Schooten der Ältere waren. Kaum zwanzig Jahre alt, zog er sich in das Landhaus seines Vaters zurück, um sich in stiller Abgeschiedenheit völlig seinen Studien zu widmen. Jedoch erkrankte er und seine Vorstellung eigener Studien zerschlug sich. Daher begab er sich 1618 wieder an die Leidener Hochschule, um arabische und andere östliche Sprachen zu erlernen. Sein prägender Lehrer wurde in jener Zeit Thomas Erpenius.
Nachdem er seine Studien beendet hatte, hielt er sich einige Zeit in Frankreich auf, wo er in La Rochelle griechischen Sprachunterricht erteilte. 1622 begleitete er den niederländischen Botschafter an den Hof des Sultans von Marokko. Hier absolvierte er orientalische Studien. Er machte sich mit der arabischen Sprache vertraut, studierte deren Schriften, versuchte eine Geschichte des Reiches von Fès, sowie Marokko  zu schreiben. Die Übersetzung der alten Urkunden und andere Unterlagen brachte er wieder in seine Heimat zurück. Nach seiner Rückkehr wurde Golius am 12. Mai 1625 als Professor der orientalischen Sprachen Nachfolger von Erpenius. Da er aber seine Studien fortsetzen wollte, absolvierte er von 1626 bis 1629 eine Reise nach Aleppo in Syrien, nach Arabien und nach Konstantinopel in der Türkei, wo er intensiv die dortigen Bibliotheken frequentierte.
Zurückgekehrt nach Leiden, wurde er zudem 1629 als Nachfolger von Snellius Professor für Mathematik. In jener Tätigkeit erlangte er den Ruf des bedeutendsten Orientalisten seiner Zeit. Ihm wurden neben dem Rektorat der Leidener Alma Mater auch verschiedene andere akademische Ehren zu teil. Golius, der sich auch mit der persischen und chinesischen Sprache auseinandergesetzt hatte, übersetzte das Neue Testament ins Neugriechische und den Heidelberger Katechismus, sowie die niederländischen Glaubensbekenntnisse und liturgischen Schriften, in die arabische Sprache. Sein Hauptwerk ist das Lexicon Arabico-Latinum, welches generationsübergreifend zum Standardwerk der Orientalistik wurde. Zudem stand Golius mit den großen Gelehrten seiner Zeit wie zum Beispiel René Descartes in Kontakt, dessen Anregungen er mit in sein Lehrprogramm einfließen ließ. Aber auch seine Schüler, wie zum Beispiel Andreas Sennert, trugen seine Arbeiten über die Grenzen Europas. So hatte er nachwirkend auch die Arbeiten von Johann Wolfgang von Goethe und von Johann Jacob Reiske mit beeinflusst. 
Er war ein früher Sammler mathematischer und astronomischer arabischer Handschriften in Leiden.

## Werke
- Proverbia quaedam Alis, imperatoris Muslemici, et Carmen Tograipoetae doctissimi, necnon dissertatio quaedam Aben Synae. 1629.
- Ahmedis Arabsiadae vitae & rerum gestarum Timuri, qui vulgo Tamerlanes dicitur, historia. Leiden 1636 (Digitalisat).
- Lexicon Arabico-Latinum, contextum ex probatioribus Orientis lexicographis. Accedit index Latinus copiosissimus, qui lexici Latino-Arabici vicem explere possit. Leiden 1653 (Digitalisat) – Johann Wolfgang von Goethe erwähnt dieses Wörterbuch am 12. Februar 1819 in seinem Tagebuch. Georg Wilhelm Friedrich Freytag gab es stark erweitert als vierbändiges Werk heraus: Lexicon Arabico-Latinum, Halle 1830–1837.
- De regno Catayo additamentum. Anhang zu: Martino Martini: Novus atlas Sinensis. [Amsterdam] 1655 (Digitalisat). – Auch als Teil des Atlas Maior von Joan Blaeu erschienen. Zudem liegen verschiedene Übersetzungen vor, bspw. auf Dt.: Beyfügung vom Reich Catayo. Anhang zu: Novus atlas Sinensis. Das ist ausfuhrliche Beschreibung des grossen Reichs Sina. [Amsterdam 1655] (Digitalisat).
- Arabicae linguae tyrocinium. Id est Thomae Erpenii Grammatica Arabica; cum varia praxios materia, cujus elenchum versa dabit pagella. Leiden 1656 (Digitalisat) – Neuauflage der Grammatica Arabica von Erpenius mit wesentlichen Ergänzungen.
- Dictionarium Persico-Latinum (mit Ergänzungen publiziert von Edmund Castell in seinem Lexicon heptaglotton, London 1669).
- Muhammedis fil. Ketiri Ferganensis, qui vulgo Alfraganus dicitur, elementa astronomica, Arabice & Latine. Cum notis ad res exoticas sive Orientales, quae in iis occurrunt. Amsterdam 1669 (Digitalisat)